# Lago Taiye

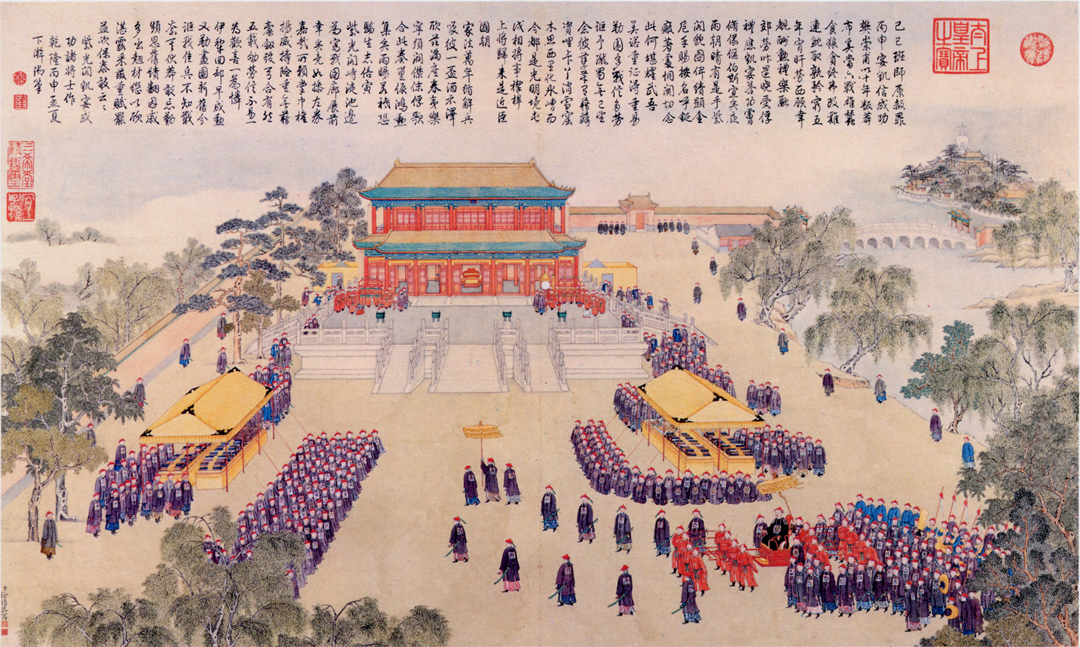
Scorcio del Lago Taiye accanto al Palazzo dello Smalto Purpureo da un dipinto di epoca Qing (tardo XVIII secolo).

Il Lago Taiye (cinese 太液池T) era un grande lago artificiale limitrofo alla capitale imperiale cinese durante le dinastie cinese Jin, Yuan, Ming e Qing. Scavato entro i confini di quella che divenne la c.d. "Città imperiale" di Pechino ma in origine ameno luogo di ritiro dell'imperatore al tempo dei Jin, questo bacino, in ragione della sua bellezza ed utilità convinse Kublai Khan, fondatore della dinastia Yuan, a farne la sede del suo palazzo imperiale intorno al quale edificare la nuova capitale imperiale, Khanbaliq (odierna Pechino).
Il Lago Taiye venne poi trasformato dai Ming in un sistema di tre laghi interconessi ("Mare del Nord", "Mare Centrale" e "Mare del Sud") appena a ovest della Città Proibita, nel centro cittadino. Il bacino settentrionale è oggi parte del Parco Beihai mentre gli altri due fanno parte del "Zhongnanhai", il quartier generale della leadership comunista della Repubblica popolare cinese.
Il Lago Taiye fu immortalato nei primi anni del 1410 quando l'imperatore Yongle commissionò le Otto vedute di Pechino ( 北京八景圖  ), registrando i principali siti della capitale nella poesia e nella pittura per legittimare la sua rimozione della precedente capitale imperiale di Nanchino. Oggi è meglio ricordato in Cina dall'opera  太液清柭 , Taiye Qingbo, lett. "Chiare onde le Lago Taiye".

## Nome
Il significato letterale dei caratteri cinesi 太液池T è "Grande Polla Liquida" e/o "Stagno".
Prima dello scavo del Lago Taiye dai Jin, il nome "Taiye" era stato utilizzato per diversi laghi artificiali nei giardini o palazzi imperiali di varie località che funsero da capitali della Cina imperiale. Uno dei primi Laghi Taiye si trovava nella città di Xi'an (attuale Chang'an). Erano in realtà due laghiː uno scavato per gli Han al tempo dell'imperatore Han Wudi (I secolo a.C.) nel suo palazzo Jianzhang (建章宫, Jiànzhānggōng) quale supporto al lago Kunming per il corretto approvvigionamento idrico della capitale; il secondo fu scavato per i Tang al tempo dell'imperatore Taizong accanto al Palazzo Daming eretto da suo padre Gao Zu, dopo che la capitale fu trasferita diverse miglia a nord a causa della crescente salinità della fonte d'acqua nel sito originale.
La stessa Pechino ospita, di fatto, due distinti Laghi Taiye.
 
Nel 1151, Pechino (allora nota come Zhongdu) divenne la capitale della dinastia Jin. La città venne erette prendendo a modello la città di Kaifeng, antica capitale dei Song meridionali, e durante questi lavori venne realizzato per i Jin un "Lago Taiye" che si trova oggi nel distretto di Xicheng, al di fuori della Seconda Tangenziale di Pechino, vicino alla porta Guang'an.

L'attuale ex-Lago Taiye di Pechino fu scavato per gli Yuan quando i Mongoli ricostruirono Pechino come Khanbaliq dopo che la precedente città di Pechino era stata gravemente danneggiata durante la guerra tra Mongoli e Jurchen.

## Storia

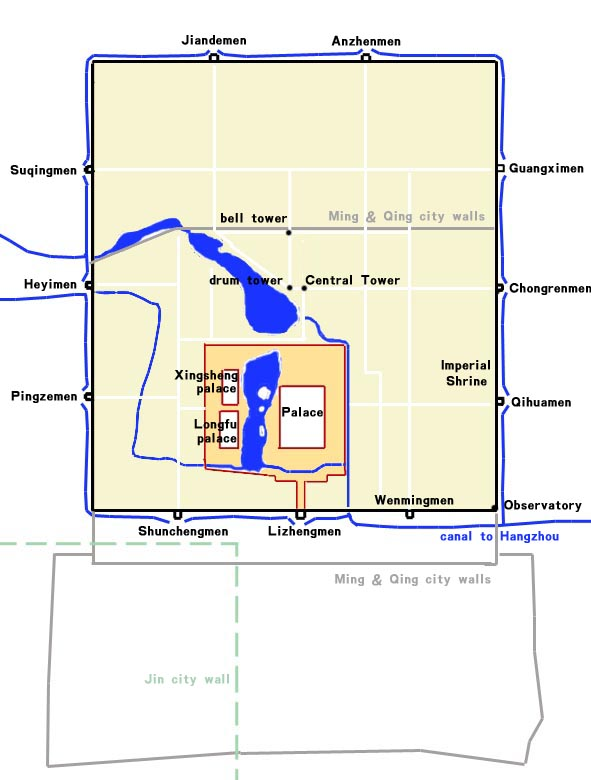
Una mappa di Khanbaliq che mostra i giardini e i tre palazzi intorno al Lago Taiye, nonché le tre isole originali. Si notano anche le mura di Zhongdu (tratteggio) e di Pechino in epoca Ming (grigio).

Il Lago Taiye di Pechino fu costruito come parte del sistema di canali del fiume Jinshui per ordine dell'imperatore Zhangzong di Jin. Sebbene oggi interna ai confini di Pechino, la capitale Jin di Zhongdu si trovava a sud rispetto allo scavo di Taiye e dipendeva da un proprio bacino idrico autonomo. Zhangzong fece poi costruire sulle sponde del lago artificiale il "Palazzo Daning" (大寧宮T, 大宁宫S, DànínggōngP, lett. "Palazzo della Grande Pace") nel 1179.
Durante la dinastia Yuan, gli imperatori mongoli abbandonarono il sito in rovina di Zhongdu e le sue scarse riserve idriche in favore del bacino idrico di Gaoliang. Gli ingegneri imperiali Liu Bingzhong e Guo Shoujing diressero la costruzione della nuova capitale imperiale, Khanbaliq (la "Cambalu" visitata da Marco Polo) intorno al Palazzo Daning e al Lago Taiye che giocò un ruolo importante nell'approvvigionamento idrico dell'erigenda capitale. Il lago fu ampliato fino a coprire l'area degli attuali "Mari" Settentrionale e Centrale e attorno a esso furono costruiti tre palazzi. Specifiche leggi tutelavano la purezza delle acque: dalla sorgente sul Monte Yuquan al Lago Taiye, al fiume Jinshui era garantito il passaggio in specifici corsi separati da altri corsi d'acqua, mentre ai comuni cittadini era vietato fare il bagno, lavare i vestiti, abbeverare il bestiame e scaricare rifiuti lungo il suo corso.
Sotto la dinastia Ming, la costruzione dell'attuale Città Proibita iniziò nel 1406 come parte del trasferimento della capitale da Nanchino a Pechino voluto dall'imperatore Yongle. Il nuovo palazzo imperiale era a sud del vecchio palazzo Yuan e il Taiye fu pertanto ampliato verso sud per avvicinarglisi. Il terreno scavato per il lago ed il fossato della fortezza fu ammassato a nord della struttura per erigere il "Monte della Longevità" (attuale "Parco Jingshan" di Pechino) e seppellire la struttura Yuan in ossequio al fengshui. Il Taiye così ampliato comprendeva ormai i tre "Mari" odierni, divisi da ponti, ma sempre noti collettivamente come Lago Taiye. I terreni prospicienti erano noti come "Parco Occidentale" e "Parco più occidentale" (西苑, Xīyuàn) e vennero usati da diversi imperatori (es. Jiajing) quale rifugio dalla vita di corte.
Dopo l'istituzione della dinastia Qing dei Manciù nel XVII secolo, il nuovo governo ridusse i vasti parchi dell'era Ming intorno al lago, racchiuse l'area rimpicciolita all'interno delle mura annesse al palazzo imperiale e iniziò a chiamare i tre "Mari" con i loro nomi moderni. I successivi imperatori costruirono padiglioni e case lungo le rive per tenervi corte durante l'estate.